# Джеймс, Кевин
Ке́вин Джеймс (англ. Kevin James; настоящее имя — Ке́вин Джордж Кни́фин (англ. Kevin George Knipfing); род. 26 апреля 1965, Минеола, Нью-Йорк, США) — американский актёр кино, телевидения и озвучивания, комик, сценарист, продюсер.
Наиболее известен по роли Дага Хеффернена в ситкоме «Король Квинса», который транслировался на телеканале CBS. Также известен  благодаря главным ролям в фильмах «Чак и Ларри: Пожарная свадьба», «Мой парень из зоопарка», «Правила съёма: Метод Хитча», «Шопо-коп», «Толстяк на ринге», «Одноклассники», «Одноклассники 2», «Дилемма» и «Пиксели». Ещё озвучивал главных персонажей в мультфильмах «Рога и копыта» и «Монстры на каникулах» (первая, вторая и третья части).

## Биография
Свою карьеру Кевин начал в комедийных стендап и телевизионных ток-шоу, включая «Ночное шоу с Джейем Лено», «Позднее шоу с Дэвидом Леттерманом», «Поздняя ночь с Конаном О’Брайеном», «Шоу Рози О’Доннелл», «Шоу Эллен Дедженерес» и других. В 2001 году он выступал со стендап-программой под названием Kevin James: Sweat the Small Stuff. Благодаря участию в некоторых эпизодах ситкома телеканала CBS «Все любят Рэймонда», где главную роль играл его друг Рэй Романо, Кевину предложили главную роль в телесериале «Король Квинса». За работу в этом сериале в 2006 году он был номинирован на премию «Эмми», как лучший актёр в комедийном телесериале.
27 марта 2010 года он был ведущим премии Nickelodeon Kids' Choice Awards.
Женат на Стеффиане де ла Крус, от которой у него есть четверо детей.

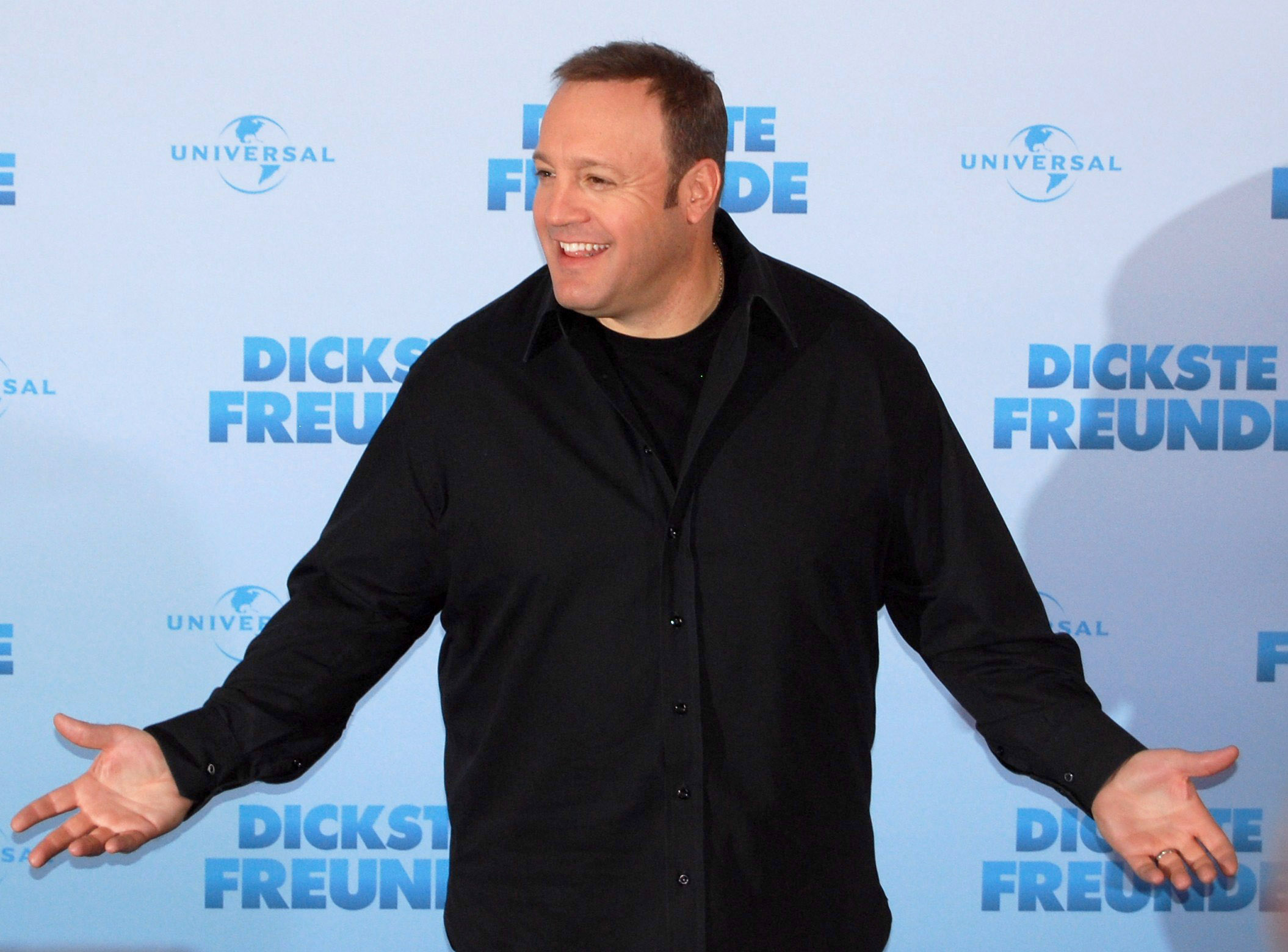

## Фильмография
| Год       |    | Русское название                            | Оригинальное название                     | Роль                       |
| --------- | -- | ------------------------------------------- | ----------------------------------------- | -------------------------- |
| 1995      | тф | —                                           | Nowhere Fast                              | Даг                        |
| 1996—1999 | с  | Все любят Рэймонда                          | Everybody Loves Raymond                   | Кевин / Даг Хеффернан      |
| 1998      | с  | Косби                                       | Cosby                                     | Даг Хеффернан              |
| 1998—2007 | с  | Король Квинса                               | The King of Queens                        | Даг Хеффернан              |
| 1999      | с  | Китайский городовой                         | Martial Law                               | Даллас Хэмптон             |
| 1999      | с  | Фирменный рецепт                            | Becker                                    | Даг Хеффернан              |
| 2001      | с  | Арлисс                                      | Arli$$                                    | Кевин                      |
| 2002      | ф  | Пиноккио                                    | Pinocchio                                 | великан                    |
| 2004      | ф  | 50 первых поцелуев                          | 50 First Dates                            | фабричный рабочий          |
| 2005      | ф  | Правила съёма: Метод Хитча                  | Hitch                                     | Альберт Бреннеман          |
| 2006      | мф | Дом-монстр                                  | Monster House                             | офицер Лендерс             |
| 2006      | ф  | Жаренные                                    | Grilled                                   | Дейв                       |
| 2006      | мф | Рога и копыта                               | Barnyard                                  | бык Отис                   |
| 2006      | ки | —                                           | Barnyard                                  | бык Отис                   |
| 2007      | ф  | Чак и Ларри: Пожарная свадьба               | I Now Pronounce You Chuck and Larry       | Ларри Валентайн            |
| 2007      | тф | Рождество Элма — обратный отсчёт            | Elmo’s Christmas Countdown                | Санта-Клаус                |
| 2008      | ф  | Не шутите с Зоханом                         | You Don’t Mess with the Zohan             | судья                      |
| 2009      | ф  | Шопо-коп                                    | Paul Blart: Mall Cop                      | Пол Бларт                  |
| 2010      | ф  | Одноклассники                               | Grown Ups                                 | Эрик Ламонсофф             |
| 2011      | ф  | Дилемма                                     | The Dilemma                               | Ник Бреннен                |
| 2011      | ф  | Мой парень из зоопарка                      | Zookeeper                                 | Гриффин Киз                |
| 2012      | мф | Монстры на каникулах                        | Hotel Transylvania                        | Франкенштейн               |
| 2012      | ф  | Толстяк на ринге                            | Here Comes the Boom                       | Скотт Восс                 |
| 2013      | ф  | Одноклассники 2                             | Grown Ups 2                               | Эрик Ламонсофф             |
| 2015      | ф  | Толстяк против всех                         | Paul Blart: Mall Cop 2                    | Пол Бларт                  |
| 2015      | с  | Лив и Мэдди                                 | Liv and Maddie                            | мистер Клодфелтер          |
| 2015      | ф  | Пиксели                                     | Pixels                                    | президент США Уильям Купер |
| 2015      | ф  | Малыш                                       | Little Boy                                | доктор Фокс                |
| 2015      | мф | Монстры на каникулах 2                      | Hotel Transylvania 2                      | Франкенштейн               |
| 2016      | ф  | Реальные воспоминания международного убийцы | True Memoirs of an International Assassin | Сэм Ларсон / Мейсон Карвер |
| 2016—2017 | с  | Кевин подождёт                              | Kevin Can Wait                            | Кевин Гейбл                |
| 2017      | ф  | Сэнди Уэкслер                               | Sandy Wexler                              | Тед Рафферти               |
| 2018      | мф | Монстры на каникулах 3: Море зовёт          | Hotel Transylvania 3                      | Франкенштейн               |
| 2020      | ф  | Бекки                                       | Becky                                     | Доминик                    |
| 2020      | ф  | Хэллоуин Хьюби                              | Hubie Halloween                           | офицер Стив Даунинг        |
| 2022      | ф  | Домашняя игра                               | Home Team                                 | Шон Пэйтон                 |